# کاساله کورت چرو
کاساله کورت چرو (به ایتالیایی: Casale Corte Cerro) یک کومونه در ایتالیا است که در استان وربانو-کوزیو-اوسولا واقع شده‌است.

## خصوصیات
کاساله کورت چرو ۱۲٫۱ کیلومترمربع مساحت و ۳٬۴۰۳ نفر جمعیت دارد و ۳۷۲ متر بالاتر از سطح دریا واقع شده‌است.